# Helski polotok
Helski polotok (poljsko Półwysep Helski, Mierzeja Helska; kašubsko Hélskô Sztremlëzna; nemško Halbinsel Hela, Putziger Nehrung) je ozek in podolgovat peščeni polotok oziroma kosa, ki leži na obali Baltskega morja v Pomorjanskem vojvodstvu na Poljskem. Dolg je 34 kilometrov, kar je približno pol dolžine Viselske kose, ki skoraj popolnoma zapira laguno pri delti reke Visla. Kljub temu je na Helskem polotoku znatno več prebivalcev, kot na Viselski kosi.

## Geografska lega
Helski polotok leži približno 20 kilometrov severno od Gdanska in spada v regijo Kašubska. S kopnim je povezan v neposredni bližini mesta Władysławowo, od koder se razteza proti jugovzhodu. Delno ločuje Gdanski zaliv od Baltskega morja in tvori manjši Pucki zaliv (poljsko Zatoka Pucka). Širina polotoka je od 200 metrov do tri kilometre. Pred morskimi valovi je zaščiten s tremi vrstami sipin, ki so visoke od treh do 25 metrov. Najožji točki polotoka sta pri mestu Władysławowo in vasi Kuźnica.

## Naselja
V smeri z vzhoda proti zahodu na Helskem polotoku ležijo naselja:
- Hel (kašubsko Hél, nemško Hela)
- Jurata (nemško Helaheide)[2]
- Jastarnia (kašubsko Jastarniô, nemško Putziger Heisternest)
- Kuźnica (kašubsko Kùsfeld; nemško Kussfeld, prvotno Kusfeld)
- Chałupy (kašubsko Chalëpë, nemško Ceynowa)

## Podnebje
Na podnebje Helskega polotoka najbolj vpliva geografska lega na obali Baltskega morja. Zime so mile, medtem ko poleti ni pretirane vročine. Pomladi so temperature nižje kot jeseni, kar je značilno za območje oceanskega podnebja. Vegetacijska doba traja od 200 do 210 dni.
Padavine so najbolj pogoste poleti. Kljub temu, da padavin z letnim povprečjem približno 600 mm ni veliko, izhlapevanje vode iz Baltskega morja in Puckega zaliva prispeva k dokaj visoki vlažnosti zraka in tal, zaradi česar se v dneh brez vetra pogosto pojavlja nizka megla. Sicer je za Helski polotok značilno pihanje močnega vetra, zlasti z zahoda, katerega hitrost lahko doseže 27 m/s. Ker v njegovi okolici ni vzpetin, je Helski polotok izpostavljen spremenljivemu vremenu.

## Zgodovina
Helski polotok je nastal iz verige majhnih otokov, ki so obstajali na tem območju do 18. stoletja. Morski tokovi so ustvarjali sipine, ki so postopoma zaprle vrzeli med otoki. S tem je Helski polotok pravzaprav kosa. Gre za geomorfološko obliko, ki je značilna za te predele obale Baltskega morja. V nasprotju z Viselsko in Kursko koso pa je bil Gdanski zaliv prevelik, da bi ga Helski polotok skoraj popolnoma ločil od Baltskega morja in ustvaril laguno.
Helski polotok leži v zgodovinski pokrajini Pomorjanska, ki je med 12. in 17. stoletjem pripadala Pomorjanskemu vojvodstvu, ki se je takrat raztezalo vse do Visle na vzhodu. Kot del Pomorjanskega vojvodstva je sedanji Helski polotok prešel pod oblast Tevtonskega viteškega reda, kar je bilo določeno v pogodbah iz Soldina (sedaj Myślibórz) in Kalischa (sedaj Kalisz), ki sta bili podpisani v letih 1309 oziroma 1343. Veliki mojster Tevtonskega viteškega reda Winrich von Kniprode iz Marienburga je 17. avgusta 1378 podpisal listino, ki je največjemu naselju na polotoku, ki se je takrat imenovalo Heyle, podelila mestne pravice v skladu z zakonodajo v Lübecku.
Mesto Hel (nemško Hela) se je leta 1440 pridružilo Pruski konfederaciji, nakar je od leta 1457 pripadalo avtonomni republiki mesta Gdansk (nemško Danzig), kjer so se leta 1454 odločili proti pripadnosti pod oblast Tevtonskega viteškega reda in za pripadnost pokroviteljstvu kralja Kazimirja IV. Poljskega. V sklopu prve delitve Poljske in Litve leta 1772 je območje sedanjega Helskega polotoka prišlo pod oblast Kraljevine Prusije, ki ji je pripadalo do leta 1808 ter pozneje med letoma 1814 in 1919 v sklopu province Zahodna Prusija. V obdobju med letoma 1808 in 1814 je bilo celotno območje Helskega polotoka del Republike Gdansk pod Napoleonovo oblastjo.
Leta 1836 je na Helskem polotoku prišlo do enega zadnjih primerov čarovniških procesov, ko so domači ribiči domnevno čarovnico vrgli v vodo. Ker pa ni potonila, so jo nasilno utopili.
Leta 1875 so bila za nadzor plaž na obeh straneh Helskega polotoka odgovorna štiri »plažna okrožja« (nemško Strandvogteien):
1. Strandvogtei Hela, za območje od rta Helaer Spitze do svetilnika na območju Danziger Heisternest;
2. Strandvogtei Putziger Heisternest, za območje od svetilnika na območju Danziger Heisternest do naselja Kussfeld (sedaj Kuźnica);
3. Strandvogtei Ceynowa, za območje od Kussfelda do Erlenbuscha, imenovano Olschin, na sredini med naseljema Großendorf (sedaj Władysławowo) in Ceynowa (sedaj Chałupy);
4. Strandvogtei Großendorf, za območje od Erlenbuscha do Großendorfa oziroma Rixhöfta.

Na čelu vsakega od teh plažnih okrožij je bil nadzornik.
Na podlagi določil Versajske mirovne pogodbe je Helski polotok po prvi svetovni vojni zaradi vzpostavitve poljskega koridorja pripadel Drugi poljski republiki. Med nemško invazijo na Poljsko so na Helskem polotoku potekali eni izmed najdaljših in najbolj srditih bojev. Med napadi na Helski polotok, ki so potekali od 9. septembra do 2. oktobra 1939, je nemška Luftwaffe izgubila približno 50 letal. Po kapitulaciji Poljske je bil Helski polotok v nasprotju z mednarodnim pravom priključen Tretjemu rajhu kot del okrožja Danzig (Gdansk) – Zahodna Prusija.
Od marca 1945 je bil Helski polotok kratko pred koncem druge svetovne vojne zadnje zatočišče nemških vojaških enot in civilnih beguncev, saj je bilo njegovo ozemlje zaradi širine med enim kilometrom in dvema kilometroma v vojaškem smislu enostavno braniti. V naselju Hel sta bili dve pristanišči. Eno je bilo ribiško, eno pa je uporabljala Kriegsmarine. Nazadnje sta ti dve pristanišči ponujali edino možnost za izvedbo evakuacije vojaškega osebja, ranjencev in civilnih beguncev po morski poti. Zaradi tega je že marca v Hel prišlo več kot 100.000 nemških civilistov, aprila jih je bilo še 265.000. Med »operacijo Valpurgina noč« (nemško Unternehmen Walpurgisnacht), ki je potekala 4. in 5. aprila 1945, je bilo z območja Oxhöfter Kämpe (sedaj Kępa Oksywska) evakuiranih približno 30.000 ljudi. Številni begunci in vojaki so taborili v gozdovih in na sipinah Helskega polotoka, kjer so v tesnih vrstah čakali evakuacijo.
Nenehni sovjetski zračni napadi so tukaj zahtevali številna življenja in tudi izjemno otežili ladijski transport. Nočno torpediranje tovorne ladje Goya, ko je 16. aprila 1945 odhajala iz Hela s približno 7000 begunci in 200 pripadniki tankovskega polka, je bila ena najhujših ladijskih nesreč v drugi svetovni vojni. Tega aprila so iz Hela uspešno evakuirali 387.000 ljudi. Zadnja evakuacija z rušilcem Z 14 Friedrich Ihn je potekala tik pred uveljavitvijo brezpogojne predaje 8. maja 1945. Ko je začelo veljati premirje, je bilo na Helskem polotoku še okoli 60.000 beguncev in vojakov. Zvečer 9. maja je v pristanišču v Helu pristal trajekt z ruskimi častniki, ki je prišel iz Gdanska. Helski polotok je tako postal taborišče za vojne ujetnike, saj je bilo območje enostavno nadzirati. Nemške vojne ujetnike so pozneje prepeljali na vzhod. Večino preostalih nemških prebivalcev so izgnali.
V času Ljudske republike Poljske so bili deli Helskega polotoka zaprto vojaško območje, zaradi česar je bil vstop prepovedan. Po ukinitvi teh zaprtih vojaških območij je prišlo do hitrega razvoja turizma. Na Helskem polotoku je 9. julija 2011 potekalo nemško-poljsko srečanje na vrhu.

## Turizem
Železniška proga Reda–Hel povezuje vsa naselja na Helskem polotoku s somestjem, ki vključuje mesta Gdynia, Sopot in Gdansk, v turistični sezoni pa tudi z drugimi poljskimi mesti.
Helski polotok je z mestom Gdansk povezan tudi s potniškimi ladjami. V turistični sezoni vozijo trije trajekti na dan, medtem ko plovba traja približno dve uri. Potniki lahko s seboj vzamejo kolesa. Po celotni dolžini polotoka poteka kolesarska steza. Polotok je priljubljen med potapljači in kajtarji.
Na Helskem polotoku sta dve plaži, ki se nekoliko razlikujeta po karakterju in mikroklimi. Širša plaža je na severni obali, medtem ko ožja, ki je pogosto toplejša, leži na obali Puckega zaliva.
V zdraviliškem naselju Jurata je poletna rezidenca predsednika Poljske, kjer so že sprejeli številne voditelje držav z vsega sveta. Območje okoli rezidence je zaprto za javnost, vključno s pasom vzdolž plaže, ki meri približno dva kilometra.